# Siegfried Körte

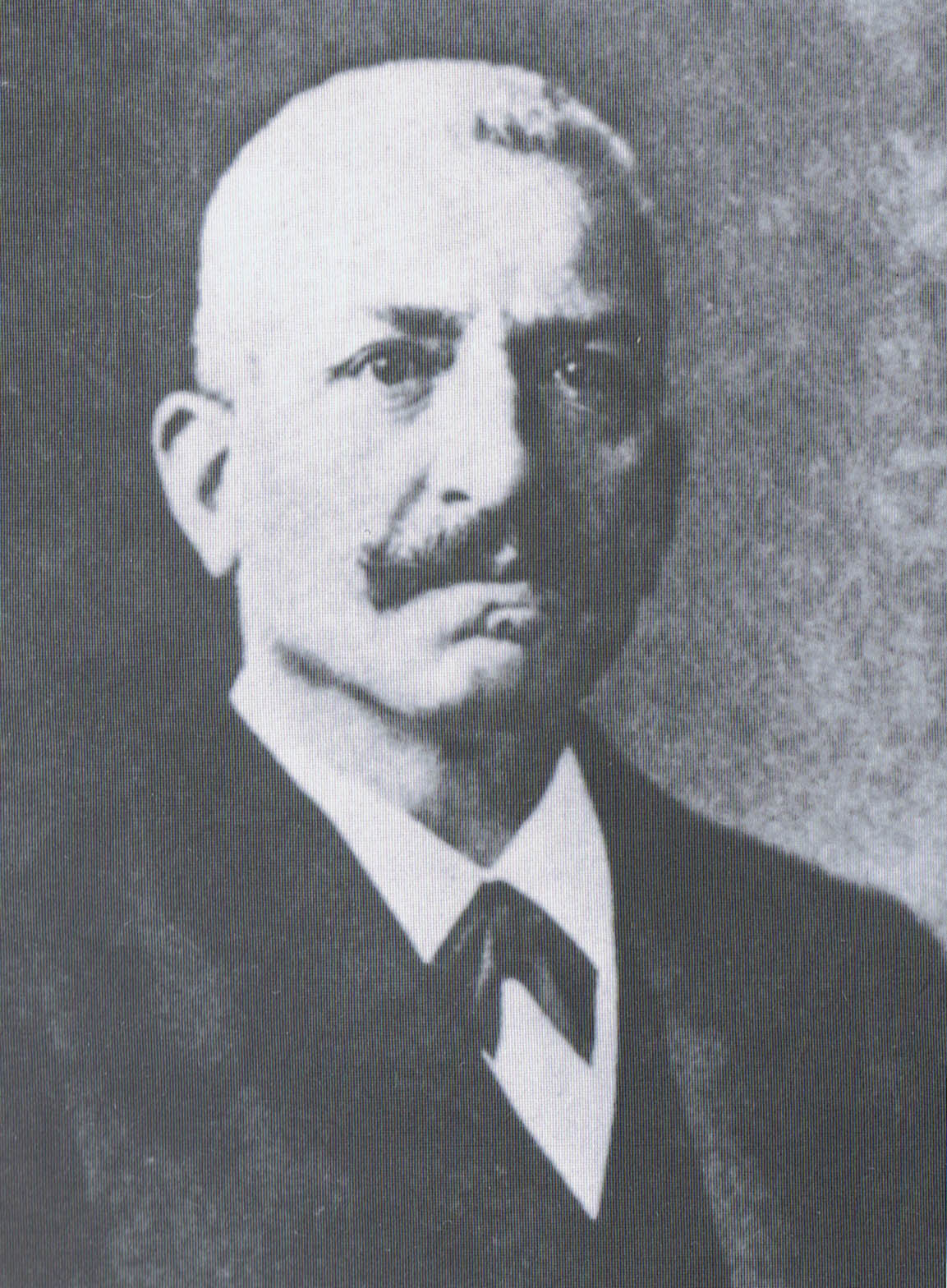
Siegfried Körte

Siegfried Körte (* 23. November 1861 in Berlin; † 4. März 1919 in Königsberg i. Pr.) war ein deutscher Verwaltungsjurist und Kommunalbeamter. Bekannt wurde er als Oberbürgermeister von Königsberg.

## Leben
Siegfried Körte war eines von zehn Kindern des Arztes Friedrich Körte (1818–1914) und seiner Frau Marie, geb. Thaer (1832–1898). Zu seinen Geschwistern zählten der Archäologe Gustav Körte (1852–1917), der Chirurg Werner Körte (1853–1937), der Architekt Friedrich Körte (1854–1934), der Maler Martin Körte (1857–1929) und der Altphilologe Alfred Körte (1866–1946).
Körte begann 1880 an der Universität Tübingen Rechtswissenschaft zu studieren. 1881 wurde er im Corps Rhenania Tübingen recipiert. Als Inaktiver wechselte er an die Friedrich-Wilhelms-Universität Berlin. Nachdem er 1884 das Referendarexamen und 1889 die Assessorprüfung bestanden hatte, trat er in die innere Verwaltung des Königreichs Preußen ein. 1891 wurde er Landrat im Landkreis Merseburg. Im selben Jahr heiratete er Auguste Heim (1866–1936). 1893 ging er als Stadtrat nach Breslau, wo er Stadtkämmerer wurde.
1903 zum Oberbürgermeister von Königsberg gewählt, löste er drängende Probleme Königsbergs. Durch Eingemeindungen erhöhte sich die Einwohnerzahl auf 200.000. Die Wasserversorgung aus den Teichen des Samlands wurde fertiggestellt. Die von ihm angeregte Stadthalle (Königsberg), das Krematorium, die Fortbildungsschule, die Kunstakademie Königsberg, die Schlossteichpromenaden und die Schleifung der Fortifikationsbauten Königsberg wurden vorangetrieben. Gegen den Widerstand des Fiskus wurde endlich 1906 die Stadtmauer am Wrangelturm durchbrochen. Die Begrünung des Festungsgürtels kostete 29 Millionen Mark. Der Erste Weltkrieg mit dem Einmarsch der Kaiserlich Russischen Armee, den Flüchtlingen und der Kriegswirtschaft brachte neue Probleme.
Körte war 1903 in das Preußische Herrenhaus berufen worden („OB-Fraktion“). Er saß im Vorstand des Deutschen Städtetages und in der Preußischen Generalsynode. 1917 gehörte er zu den Gründern der Deutschen Vaterlandspartei. Er war ein erbitterter Gegner des Bolschewismus. Vom Arbeiter- und Soldatenrat wurde er 1918 seines Amtes als Oberbürgermeister – widerrechtlich – enthoben. Dieses tragische Ende brach seine Kräfte.

## Ehrungen
- Roter Adlerorden III. Klasse[3]

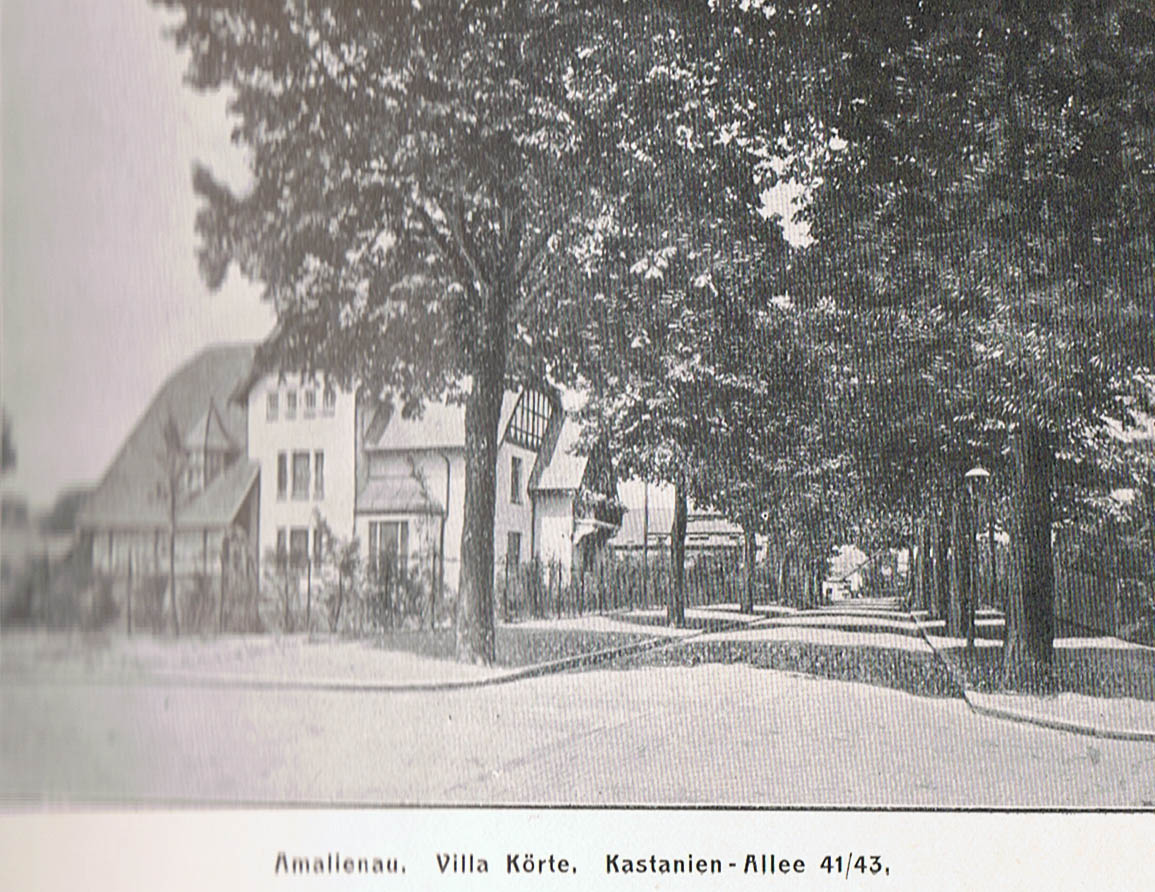
Körtes Villa in Amalienau

- Königlicher Kronen-Orden (Preußen) II. Klasse[3]
- Sankt-Stanislaus-Orden II. Klasse[3]
- Dr. phil. h. c. der Albertus-Universität Königsberg (1913)
- Körteallee (heute ul. Kutuzova) in Amalienau
- Körte-Schule (Königsberg) (1925)

## Veröffentlichungen
- Philipp Zorn, Herbert von Berger (Schriftleitung): Deutschland unter Kaiser Wilhelm II. Hrsg. von Siegfried Körte, Friedrich Wilhelm von Loebell u. a. 3 Bände. R. Hobbing, Berlin 1914.
  - Beitrag darin: Die Selbstverwaltung